# Карпович, Иван Власович
Иван Власович Карпо́вич (6 (19) января 1904 года, Тайница, Киевская губерния — 18 июля 1984 год) — учёный агроном
, селекционер, лауреат Сталинской премии (1946), заслуженный агроном РСФСР.

## Биография
Родился 6 (19) января 1904 года на хуторе Тайница Жашковской волости Таращанского уезда Киевской губернии. В 1914 году его семья переехала в Козичанку, ныне Фастовский район Киевской области.
В 1925 году окончил агрономический факультет Белоцерковского сельскохозяйственного института.
Работа:
- 1925—1936 научный сотрудник Полесской опытной станции им. А. Н. Засухина (с. Фёдоровка Житомирской области);
- 1936—1965 заведующий лабораторией селекции Нарымской государственной опытной станции (Томская область);
- 1966—1968 старший научный сотрудник Института земледелия (Киев);
- 1968—1981 зав. отделом селекции (1968—1971), старший научный сотрудник (1971—1981) Полесской опытной станции им. А. Н. Засухина.

Умер 18 июля 1984 года.

## Научная деятельность
Один из организаторов селекции картофеля, озимой ржи и люпина на Полесской опытной станции (1929) и яровой пшеницы, овса и картофеля на Нарымской исследовательской станции.
Автор известного сорта озимой ржи Полесский; сортов картофеля: Нарымский, Полесский розовый, Житомирянка, Икар; сорта люпина Синий 148 и нескольких сортов яровой пшеницы и овса.
Сорт картофеля Нарымчанин (Полесский 36) был районирован в Томской области до 1949 г и сыграл в картофелеводстве большую положительную роль.

### Научные труды
Опубликовал около 30 научных работ. Основные из них: «Выращивание картофеля из семян» (1933); «Итоги и задачи селекции картофеля на Полесское опытной станции им. А. Н. Засухина» (1970); «Селекция картофеля на устойчивость» (1973).

## Награды и звания
- Сталинская премия 2 степени (1946 год) — за выведение новых сортов зерновых культур и за научную разработку системы земледелия в условиях Северной таёжной зоны Сибири.[2]